# Морківниця узбережна
Морківни́ця узбере́жна, застаріле морковниця прибережна (Astrodaucus littoralis) — однорічна рослина родини окружкових, поширена в Болгарії, Румунії, на півдні Україні, у південно-західній Росії.

## Опис
Розлога трава з пагонами 30–80 см завдовжки. Кінцеві часточки листків вузько-лінійні, 3–7 мм завдовжки і близько 0.3 мм шириною. Пелюстки до 2 мм завдовжки. Плоди всі однакові, з товстими пірамідальними шипиками, довжина яких рівна ширині плодів. Зонтики 10–18 променеві. Пелюстки білі.
Цвіте у червні — липні, плодоносить у липні — серпні.

## Поширення
Поширений у Болгарії, Румунії, на півдні Україні, у південно-західній Росії.
В Україні зростає на приморських пісках і дрібному галечнику — на берегах Чорного і Азовського морів (на Керченському півострові, в ок. Сак і Судака), рідко.

## Загрози й охорона
Загрозами є рекреація, видобування піску та гальки, будівництво пансіонатів, пляжів.
Занесений до Червоної книги Україні в статусі «Вразливий». Охороняється в Чорноморському БЗ, РЛП «Кінбурська коса», Азово-Сиваському НПП, заказниках.